# Puente de Castilla-La Mancha
El puente de Castilla-La Mancha es un puente atirantado que se alza sobre el río Tajo, en la ciudad española de Talavera de la Reina, en la provincia de Toledo, comunidad autónoma de Castilla-La Mancha. Con sus 192 metros de altura es el puente más alto de España y el segundo de Europa.

## Historia
En la década de 2000, el Ayuntamiento de Talavera consideró necesario crear una circunvalación para la ciudad. Su construcción incluía la de un puente sobre el río Tajo que se inició en el año 2007. La obra fue promovida por la Junta de Comunidades de Castilla La-Mancha y el proyecto fue redactado por Estudio AIA. Para la construcción se eligió un consorcio de empresas formado por: Sacyr, Aglomancha y Jesús Bárcenas Grupo.
El puente atirantado, se sostiene mediante un pilono central de 192 metros de altura. Del pilono salen en total 152 cables de los que el más largo mide 400 m y todos en total suman 33 km, batiendo récords en el país. Es el puente con el vano volado sin apoyo con más luz del país, 318 metros en total. Debido a su altura, para su construcción se requirió de la grúa más alta de España. Su coste total fue cercano a los 74 millones de euros.  En él se emplearon 72 000 m³ de hormigón y 10 000 toneladas de acero.

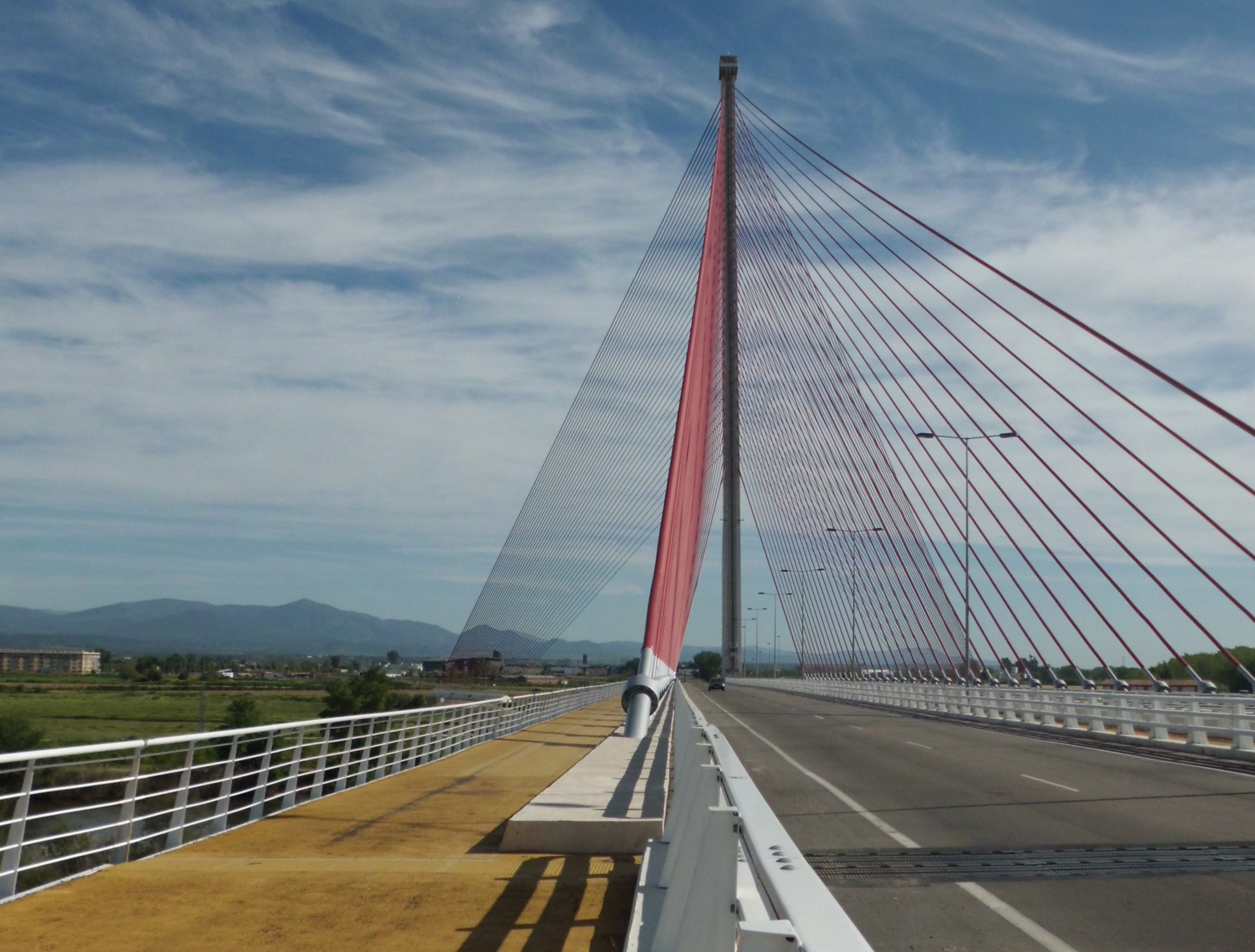
El puente de Castilla-La Mancha en 2013.

El 23 de junio de 2011, con la obra ya finalizada pero sin tráfico aún, uno de los tirantes del puente se soltó. Formaba parte de una de las cuatro familias de cables que soportan el pilono central y se encuentra en la parte trasera, la que actúa de contrapeso. Concretamente el número 34 del muerto de anclaje derecho. Tras este incidente, una vez reparado, se realizaron duras pruebas de resistencia con camiones que tuvieron resultado satisfactorio y que dieron muestra de la resistencia del puente. La  obra fue finalmente inaugurada el 17 de octubre varios meses después de lo previsto inicialmente.
A pesar de llevar en servicio desde 2011, la circunvalación de la ciudad, para cuyo propósito se construyó, no ha sido realizada, por lo que la infraestructura tiene un uso muy inferior al inicialmente planeado. Además, la envergadura de la obra supone unos gastos de mantenimiento prácticamente inabordables para las autoridades locales. En la tercera década del siglo, se le empleaba, entre otros, como sitio para ingerir bebidas alcohólicas y para realizar carreras ilegales.